# 张军 (足球运动员)
张军（1968年9月12日—），退役中国足球运动员，曾经入选国家队。

## 简介
张军於1990年代是湖北足球的代表人物之一，与蔡晟和冯志刚等齐名。1995年，湖北武钢再次冲击顶级联赛失利后，张军转会离开，先后效力于上海豫园和青岛海牛。1998年，他加盟刚刚重返甲A联赛的深圳平安。
2000年赛季涉及“深圳六君子”事件，2000年赛季结束后，张军在深圳平安退役，担任深圳队梯队教练。2007年，张军出任深圳队主教练，率队参加中超联赛重用他一手带起的青年新秀，在艰难环境下保级成功，但赛季最后一轮，深圳上清饮以1-4惨败予长春亚泰的下半场开始前，老板杨塞新突然从主席台快步走下，直接冲到深圳队主教练席边怒斥张军，结果张军在赛季结束后遭到解约。
2012年，张军加盟部分前深圳队队友和教练一同组建的深圳风鹏，出任球队主教练率队参加乙级联赛，功亏一篑获得第三错失冲甲。张军信守季初不冲甲成功便辞职之誓，昂首离队。
2013年1月4日，张军正式挂帅中甲球队广东日之泉，2014年执教乙级联赛球队贵州智诚。